# نيك بلاسكو
نيك بلاسكو (بالإنجليزية: Nic Belasco)‏ مواليد 10 ديسمبر 1973 في ستوكتون، هو مدرب كرة سلة أمريكي ولاعب معتزل. بدأ مسيرته الاحترافية في سنة 1997. يدرب في الرابطة الفلبينية لكرة السلة. اعتزل اللعب في 2014.

## المسيرة الاحترافية
لعب مع سان ميغيل بيرمن من سنة 1999 إلى 2006، ثم لعب مع ألاسكا أيسز في موسم 2006–2007، ثم لعب مع باوريد تايغرز في موسم 2008–2009، ثم لعب مع تي إن تي كاتروبا في موسم 2009–2010، ثم لعب مع باوريد تايغرز في سنة 2012، ثم لعب مع ألاسكا أيسز من سنة 2012 إلى 2014.